# Dacusville
Dacusville è un'area non incorporata della Carolina del Sud, situata nella contea di Pickens, vicino al lago Keowee.